# احمد منتظری
احمد منتظری (زاده ۱۳۳۴ - قم) مجتهد، فعال و صاحب‌نظر سیاسی و مذهبی، فرزند، سخنگو و رئیس دفتر آیت‌الله حسینعلی منتظری است. او همچنین داماد آیت‌الله محمدمهدی ربانی املشی است.
وی سال ۱۳۶۰ از دانشگاه پلی تکنیک تهران در رشته مهندسی نساجی فارغ‌التحصیل شده‌است.

## فعالیت سیاسی
احمد منتظری فعالیت سیاسی خود را با عضویت در شورای مرکزی انجمن اسلامی دانشگاه امیرکبیر تهران در کنار دیگر فعالان سیاسی نظیر محسن میردامادی و عباس عبدی در سال ۱۳۵۴ شروع کرد و تا پایان انقلاب ۵۷ در شورای مرکزی انجمن اسلامی به فعالیت‌های سیاسی خود ادامه داد.

وی که از زمان تأسیس حزب جمهوری عضو شورای حزب جمهوری اسلامی دفتر قم بود، بعد از مدتی به عضویت در دفتر سیاسی حزب جمهوری اسلامی مرکز درآمد. از زمان شروع دولت مهدوی کنی و تا مدتی از نخست‌وزیری میرحسین موسوی، در دفتر هیئت دولت، مسئول بررسی طرحهای ارسال شده از وزارتخانه‌ها جهت بررسی در هیئت دولت بود.

در سال ۱۳۶۱ به دلیل شهادت برادرش، محمد منتظری، بنا به توصیه حسینعلی منتظری به قم آمد و در حوزه علمیه شروع به تحصیل نمود.

در حال حاضر وی به عنوان یک فعال مذهبی، صاحب نظر سیاسی و در سمت ریاست دفتر آیت‌الله منتظری فعالیت می‌کند
او پس از انتخابات ریاست جمهوری ایران (۱۳۸۸) از فعالان جنبش سبز ایران می‌باشد.
۳ فرزند وی به نام‌های محمدمهدی، محمدعلی و محمدصادق در اعتراضات پس از انتخابات ریاست جمهوری سال ۱۳۸۸ با حکم دادگاه در مهرماه سال ۱۳۸۸ دستگیر شدند.

## صحت نامه ۶۸/۱/۶
احمد منتظری درچهارمین مراسم سالگرد درگذشت پدرش در پاسخ به سؤالی دربارهٔ نامه گفتند: وقتی نامه ۰۶/۱ را آوردند، آن نامه را آقای انصاری کرمانی آورد، خب ایشان خیلی متعجب شد که چنین نامه‌ای از چنین شخصیتی صادر شده‌است و نمی‌خواست که قبول کند که نویسنده آن مضامین استاد سابق ایشان، همرزم ایشان، دوست صادق ایشان (خیلی با هم غیر از استاد و شاگردی، این دو بزرگوار خودمانی بودند) و این متن را نمی‌خواست باور کند که ایشان نوشته‌اند. وی گفت: به‌طور اتفاقی من چند روز قبل از این نامه، نامه‌ای را دیده بودم که آقای خمینی نوشته بود به دفتر تبلیغات قم و با این جمله شروع می‌شد که: امام فرمود: آقای فهیم کرمانی باید از تولیت مدرسه کرمانی ما برکنار شود و آقای کشمیری و یک کس دیگری (آقای جان …) به جای آقای فهیم کرمانی باشند. امضا کرده بود احمد خمینی. این نامه را من برداشتم و وقتی کنار نامه ۰۶/۰۱ گذاشتم دیدم کاملاً خط آن یکی است یعنی آن دو نامه را یک نفر نوشته‌است و این را بردم خدمت آقا (آیت الله منتظری) و ایشان دید و تصدیق کرد که بله این دو نامه را یکی نوشته‌است. پسر آیت‌الله منتظری افزود: طبق آن قانونی که رهبر انقلاب (امام خمینی) نوشته بودند در وصیت‌نامه که در حیات من چیزهایی را به من نسبت می‌دهند و حتی در فوت من هم بیشتر نسبت می‌دهند و این نامه‌ها در صورتی از من است که یا در صدا و سیما پخش شده باشد یا با خط و امضای من باشد به تصدیق کارشناسان! که اخیراً من دیده‌ام گفته می‌شود که ما از دادگاه ویژه پرسیدیم که این خط امام هست؟ تأیید کرده‌اند که بله با این که امام فرموده‌اند تطبیق کارشناسان و نه تطبیق دادگاه ویژه روحانیت! و کارشناسانی که این دو خط را دیده‌اند، خط شناسان همه تأیید می‌کنند که این خط امام نیست و در زمان حیات ایشان هم از صدا و سیما پخش نشده و بنابراین نمی‌شود گفت که منتسب به ایشان است.

## زندان
وی در تاریخ ۷ آذر ۹۵ در دادگاه ویژه روحانیت به دلیل انتشار یک فایل صوتی از پدرش مربوط به اعتراض حسینعلی منتظری به اعدام زندانیان سیاسی در تابستان ۱۳۶۷، به اتهام اقدام علیه امنیت ملی،انتشار اسناد سری و تبلیغ علیه نظام به تحمل ده سال حبس تعزیری و به جهت انتشار فایل صوتی دارای طبقه‌بندی سری به تحمل ده سال حبس تعزیری و به اتهام تبلیغ علیه نظام به تحمل یک سال حبس تعزیری جمعاً به تحمل ۲۱ سال حبس تعزیری محکوم شده‌است. اما در ادامه حکم آمده‌است که: «لکن با توجه به ارزش و حرمت خون برادر شهیدش و با عنایت به سن و سال و وضعیت خاص وی و فقد سابقه محکومیت کیفری، با احصاء میانگین حداقل و حداکثر مجازات‌ها در مقام اجراء فقط ۶ سال از حبس‌های مورد حکم اجراء می‌گردد؛ و نظر به این‌که مجموع اقدامات متهم خلاف شأن روحانیت تشخیص داده شد، متهم را به خلع لباس روحانیت محکوم می‌نماید؛ و با توجه به انتساب به خانواده شهید، خلع لباس ایشان به مدت ۳ سال تعلیق می‌گردد».
احمد منتظری طبق قانون بیست روز فرصت دارد تا تقاضای تجدید نظر کند. وی حکم ۲۱ سال زندان برای خود را «غیر منطقی» و «نامربوط» دانست. احمد منتظری گفت: قاضی دادگاه استدلال‌های من را پذیرفته بود. قاضی نمی‌توانست چنین حکمی صادر کند، مگر این‌که به اسم او صادر شده باشد یا به او دیکته شده باشد.
زهرا ربانی املشی، همسر احمد منتظری بازداشت وی را غیرقانونی و شبیه آدم‌ربایی توصیف کرد.
در ۱۴ اسفند ۹۵ منابع خبری اعلام کردند، حکم احمد منتظری با وساطت یکی از مراجع تقلید تعلیق شد. به ادعای برخی خبرگزاری‌ها این مرجع تقلید، سید موسی شبیری زنجانی بوده‌است.

## محتویات فایل صوتی
فایل صوتی دربارهٔ جلسه‌ای بین حسینعلی منتظری و چند نفر از جمله حسینعلی نیری، مرتضی اشراقی و مصطفی پورمحمدی و ابراهیم رییسی که این چند نفر با حسینعلی منتظری که رهبر آینده ایران در رابطه با اعدام زندانیان قاتل (جانشین خمینی) در آن زمان بود بودند.